# Алымов, Алексей Михайлович
Алексе́й Миха́йлович Алы́мов (18 марта 1923 года — 22 февраля 2009 года) — участник Великой Отечественной войны, командир отделения пулемётной роты 1255-го стрелкового полка 379-й стрелковой дивизии 3-й ударной армии 2-го Прибалтийского фронта, младший сержант.
Герой Советского Союза (24.03.1945), старшина запаса.

## Биография
Родился 18 марта 1923 года в деревне Маслово (ныне — Сосковского района Орловской области) в крестьянской семье. По национальности русский.
Окончил среднюю школу.
В Красной Армии с октября 1943 года. На фронтах Великой Отечественной войны с мая 1944 года. Командир отделения младший сержант Алымов особо отличился 16 июля 1944 года в окрестности шоссе Опочка—Лудза в Псковской области. В составе группы он захватил штабную машину врага, после чего вступил в бой с атакующим противником. Получив три ранения комсомолец Алымов не оставил поля боя и лично уничтожил большое количество (54 немца) живой силы врага.
Указом Президиума Верховного Совета СССР от 24 марта 1945 года младшему сержанту Алымову Алексею Михайловичу присвоено звание Героя Советского Союза с вручением ордена Ленина и медали «Золотая Звезда» (№ 9055).
После войны старшина Алымов демобилизован. Член КПСС с 1960 года. По окончании педагогического института в Оренбурге работал преподавателем в средней школе села Михайловка Уфимского района Башкирии.
Умер 22 февраля 2009 года; похоронен в Михайловке.

## Награды
- Медаль «Золотая Звезда» Героя Советского Союза (№ 9055)
- Орден Ленина
- Орден Отечественной войны I степени
- Орден Славы III степени
- Медали, в том числе:
  - За победу над Германией
  - 20 лет Победы в Великой Отечественной войне 1941—1945 гг.
  - 30 лет Победы в Великой Отечественной войне 1941—1945 гг.
  - 40 лет Победы в Великой Отечественной войне 1941—1945 гг.
- Отличник народного просвещения РСФСР